# صدقي صبحي
الفريق أول صدقي صبحي سيد أحمد قائد عسكري مصري، شغل سابقاً منصب مساعد رئيس الجمهورية لشئون الدفاع، ومنصب القائد العام للقوات المسلحة المصرية ووزير الدفاع والإنتاج الحربي الأسبق. من مواليد 1955 مدينة منوف، محافظة المنوفية، مصر.

## التأهيل العسكري
- بكالوريوس العلوم العسكرية من الكلية الحربية عام 1976
- ماجستير العلوم العسكرية من كلية القادة والأركان عام 1993
- زمالة كلية الحرب العليا من أكاديمية ناصر العسكرية العليا عام 2003.[3]
- زمالة كلية الحرب العليا الأمريكية عام 2005

### الدورات الخارجية
- بعثة مشاة مترجلة، الولايات المتحدة الأمريكية .
- بعثة مشاة متقدمة، الولايات المتحدة الأمريكية .
- دورة تخطيط تدريب، الولايات المتحدة الأمريكية .
- بعثة كلية الحرب العليا، الولايات المتحدة الأمريكية .
- دورة القوات متعددة الجنسيات، ألمانيا.[3]

## مسيرته المهنية
- بدأ الخدمة كضابط في 1 أبريل 1976
- خدم بالجيش الثالث الميداني وتدرج في الوظائف القيادية العسكرية
- قائد كتيبة مشاة ميكانيكية
- رئيس أركان اللواء 34 مشاة ميكانيكية
- قائد اللواء 34 مشاة ميكانيكية
- رئيس أركان الفرقة 19 مشاة ميكانيكية
- قائد الفرقة 19 مشاة ميكانيكية
- رئيس شعبة عمليات الجيش الثالث الميداني
- رئيس أركان الجيش الجيش الثالث الميداني
- قائد الجيش الثالث الميداني عام 2009 خلفا للواء / محمد صابر عطية .[3]
- تم ترقيته إلى رتبة فريق في أغسطس 2012 وعين رئيسا لأركان حرب القوات المسلحة المصرية خلفا للفريق / سامي عنان.[4]
- تم ترقيته إلى رتبة فريق أول في مارس 2014 وعُيِّن وزيرا للدفاع والإنتاج الحربي .

## الأوسمة والأنواط والميداليات
- ميدالية الخدمة الطويلة والقدوة الحسنة 1998
- نوط الواجب العسكري من الطبقة الثانية 2005
- نوط الخدمة الممتازة 2007
- ميدالية 25 يناير 2012
- نوط الواجب العسكري من الطبقة الأولى 2012
- نوط 25 أبريل (تحرير سيناء).
- ميدالية تحرير الكويت.
- ميدالية اليوبيل الفضي لنصر أكتوبر.
- ميدالية اليوبيل الذهبي لثورة 23 يوليو 1952.
- ميدالية اليوبيل الفضي لتحرير سيناء.[3]

## الحالة الاجتماعية
متزوج ولديه 3 بنات وولد

## دوره في الأحداث السياسية
كان لصدقي صبحي دوره أثناء وبعد ثورة 25 يناير 2011 حينما كان قائداً للجيش الثالث الميداني ونجح في التصدي لأعمال الفوضى وتمكن من السيطرة على الانفلات الأمني في محافظات السويس وجنوب سيناء والبحر الأحمر، بالإضافة لعقده العديد من اللقاءات مع القوى السياسية والحزبية وشباب الثورة في مدينة السويس الباسلة، وعند تولّيه منصب رئيس أركان حرب القوات المسلحة كان من أبرز اهتماماته الكفاءة القتالية واللياقة البدنية لبناء الفرد المقاتل القادر على أداء المهام المكلف بها تحت مختلف الظروف وبناء جندي القرن الواحد والعشرون القادر على أن يتواكب مع أحدث أنظمة وتكنولوجيا العصر الحديث في فنون القتال وأنظمة التسليح.
في 3 يوليو 2013 شارك مع المجلس الأعلى للقوات المسلحة في الإطاحة بمحمد مرسي رئيس مصر في ذلك الوقت، وذلك بعد اندلاع مظاهرات 30 يونيو 2013 في مصر التي طالبت برحيله وإنهاء حكم جماعة الإخوان المسلمون لمصر. أعلن بعدها المجلس الأعلى للقوات المسلحة عدة إجراءات صحبت ذلك عُرِفت بخارطة الطريق.

## محاولة اغتياله
في 19 ديسمبر 2017 أعلن المتحدث العسكري أنه تم استهداف مطار العريش بإحدى القذائف، نتج عنها مقتل ضابط وإصابة 2 آخرين وإحداث تلفيات جزئية بإحدى الطائرات الهليكوبتر. وأوضح أن الهجوم حدث أثناء زيارة وزيرا الدفاع والداخلية لتفقد القوات والحالة الأمنية بمدينة العريش. وفي اليوم التالي أعلن تنظيم ولاية سيناء فرع تنظيم داعش في سيناء مسؤوليته عن الهجوم، وأن الهدف من العملية هو اغتيال وزيرا الدفاع والداخلية. وفي نفس السياق اجتمع الرئيس عبد الفتاح السيسي مع وزيرا الدفاع والداخلية، ورئيس أركان حرب القوات المسلحة، ورئيس المخابرات العامة، ومدير إدارة المخابرات الحربية والاستطلاع وتلقى تقريراً حول الأوضاع الأمنية في منطقة شمال سيناء، والإجراءات والتدابير التي تتخذها القوات المسلحة والأجهزة الأمنية من أجل مكافحة الإرهاب وترسيخ الأمن في تلك المنطقة.